# 墨尔本日本人学校
墨尔本日本人学校是位于澳大利亚墨尔本的日本人学校。該學校主要用日語教課，招收對象為居住在墨爾本的日本人。